# Шоссейный (Краснодарский край)
Шоссе́йный — посёлок в Тихорецком районе Краснодарского края России.
Входит в состав Парковского сельского поселения.

## Население
| 2002 | 2010 |
| ---- | ---- |
| 257  | ↘250 |

## Улицы
- ул. Кочубея,
- ул. Молодёжная,
- ул. Чапаева[4].